# Viola gerstlaueri
Viola gerstlaueri är en violväxtart som beskrevs av L. Gross. Viola gerstlaueri ingår i släktet violer, och familjen violväxter. Inga underarter finns listade i Catalogue of Life.